# Václav Horák (tiskař)
Václav Horák (15. června 1863 Stolany u Chrudimi – 4. června 1931 Prostějov byl český novinář a tiskař působící převážně v Prostějově.

## Životopis

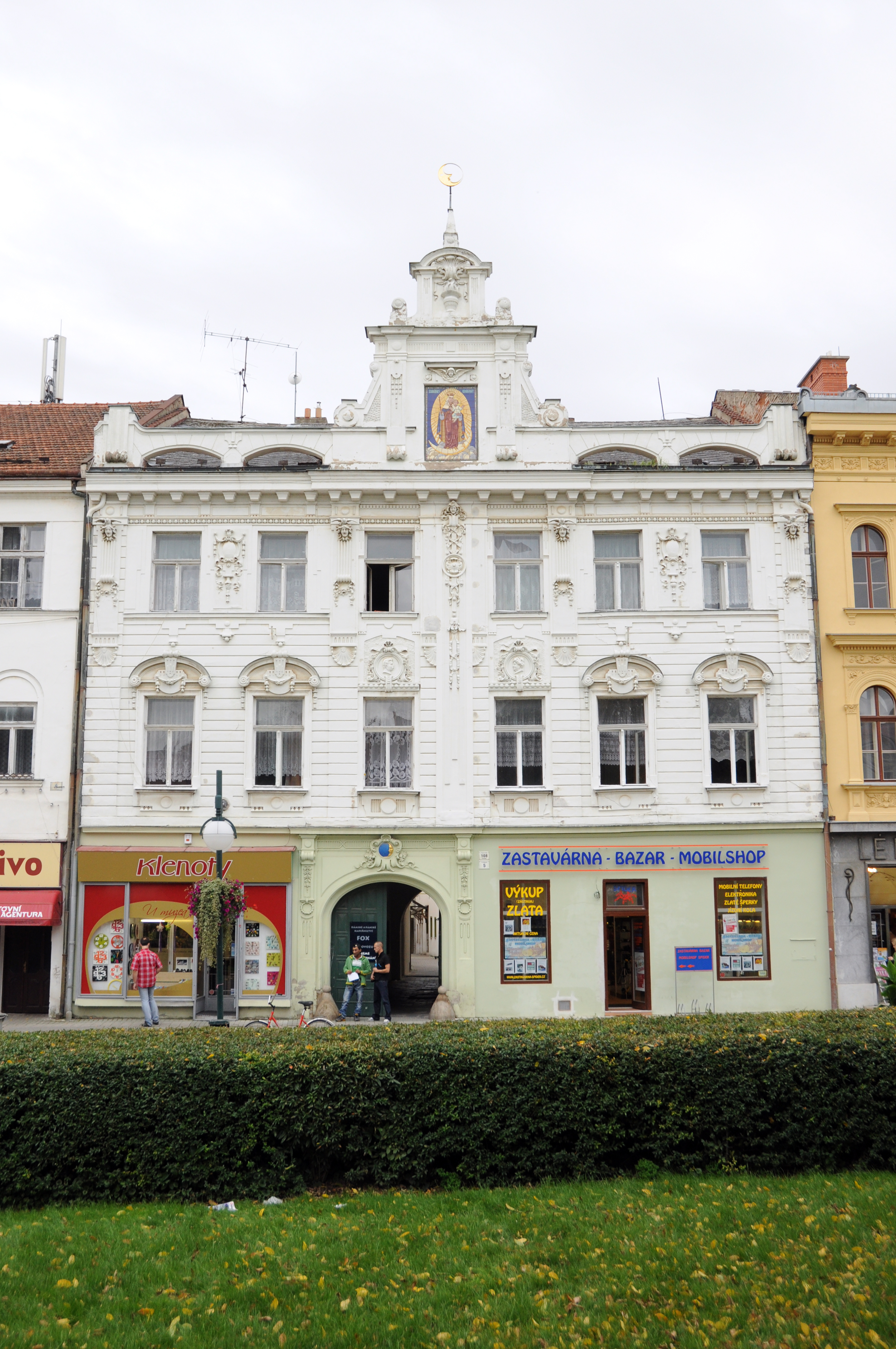
Měšťanský dům U měsíčka

Václav Horák se narodil ve Stolanech u Chrudimi. Jeho otec Václav Horák byl mistr krejčovský ve Stolanech, jeho matka se jmenovala Františka, rozená Kubelková.
Po studiích ve Vídni a Lvově se zaměřil na novinářskou činnost a stal se dopisovatelem Národních listů a i dalších periodik jako např. Rozhledy či Hlasy z východních Čech.
Roku 1894 se díky svým novinářským zkušenostem stal od září šéfredaktorem Hlasů z Hané v Prostějově. Jeho znalost ruštiny mu dopomohla k tomu, že od roku 1895 se ujal vyučování tohoto jazyka v místní Měšťanské vyšší obchodní škole, pozdější Obchodní akademii.
S přispěním městské rady získal roku 1900 licenci tiskaře a v objektu bývalých kasáren na náměstí Františka Josefa v domě č. 4 započal s tiskařskou živností. Již roku 1901 se ujal tisku Hlasů z Hané, které se dříve tiskly u Josefa Vrly v Prostějově.
Vzhledem k tomu, že radní města Prostějova zcela reálně zvažovali výstavbu nové radnice právě v místech bývalých kasáren, rozhodl se Václav Horák k tomu, že svoji tiskařskou živnost přestěhuje do nového působiště. Tím se stal jeden z domů přímo na náměstí Františka Josefa, známý jako U Měsíčka s číslem 5. Odkoupil jej roku 1905 od vdovy po restauratérovi Karlu Postlerovi za 150 000 korun českých. Výběr nového místa pro jeho tiskařskou živnost skýtala ještě jednu výhodu. V domě již od roku 1881 působil tiskař Josef Vrla, který se musel z nájmu vystěhovat. Tím se V. Horák zbavil taktéž konkurenta.
Tiskárna se od roku 1906 věnovala nejen časopisům jako Hlasy z Hané, ale i Hlas lidu, Pokrok, tiskly se zde i pohlednice, kalendáře a po První světové válce i bibliofilie. Taktéž se zde tiskl Sborník Ústředního spolku učitelské jednoty na Moravě, na kterém se podílel kantor Josef Úlehla. Vytiskla se zde i sbírka díla Ondřeje Přikryla Z těžkých dob Prostějova (dostupné online).
Václav Horák nečekaně skonal 4. června 1931. Jeho manželka Gabriela Horáková, která byla spolumajitelkou tiskárny již od roku 1919, pokračovala v odkazu zesnulého manžela až do roku 1948, kdy tiskárna přešla do rukou národní správy pod řízením nového komunistického režimu.

### Rodina
15. ledna 1901 se oženil s Gabrielou Dvořákovou, dcerou prostějovského měšťana Františka Dvořáka. Svatba se konala v kostele Povýšení sv. kříže v Prostějově.
Měli spolu dceru Marii, která se narodila 14. června 1902. Jako místo narození je uvedena adresa Rejskova třída č.6. Dcera Marie se 8. června 1927 provdala  v Brně za Eugena Skulu. Již před svatbou (od roku 1926) ji na dům U Měsíčku náleželo vlastnické právo. Oba jsou pohřbeni na Městském hřbitově v Prostějově.